# Béville-le-Comte
Béville-le-Comte è un comune francese di 1 477 abitanti situato nel dipartimento dell'Eure-et-Loir nella regione del Centro-Valle della Loira.

## Società

### Evoluzione demografica
Abitanti censiti